# Вера Кобалия
Вера Кобалия (на грузински: ვერა ქობალია) е грузинска политичка. Била е министър на икономиката и устойчивото развитие на Грузия от 2 юли 2010 г. до 25 октомври 2012 г.

## Биография
Родена е на 24 август 1981 г. в Сухуми, Грузинска ССР, СССР. През 1996 г. семейството ѝ емигрира в Канада поради нестабилността, причинена от грузинско-абхазкия конфликт. Учи в средно училище „Крал Джордж“, а по-късно в Технологичния институт на Британска Колумбия в Бърнаби, Британска Колумбия, където през 2004 г. завършва със степен по бизнес администрация и информационни технологии.

## Политическа дейност
Тя живее в Канада до края на 2009 г., където работи за „Европейска хлебопекарна“, компания със седалище във Ванкувър, основана от баща ѝ през 2001 г., след което се премества обратно в Грузия. През февруари 2010 г. тя е съосновател на „Коалиция за справедливост“ – организация, посветена на опазването на правата на вътрешно разселените лица в Грузия и за повишаване на обществената осведоменост за проблемите на грузинските вътрешно разселени лица по света. През юни 2010 г. тя е назначена от президента Михаил Саакашвили за министър на икономиката и устойчивото развитие в правителството на Грузия, като нейното назначение е съгласувано от парламента на Грузия на 2 юли 2010 г. След назначаването ѝ тя заявява, че селското стопанство и туризмът ще бъдат основните два най-приоритетни сектора от нейния мандат и обещава да реорганизира своя отдел под лозунга „без непотизъм“, за да помогне за прочистването на институционалната корупция в правителството.
Назначаването на Кобалия предизвиква скептицизъм поради нейната млада възраст (28-годишна по това време), както и поради липса на политически опит. Тя за пръв път привлича вниманието на президента Саакашвили четири месеца преди назначаването ѝ, когато делегация от грузинската общност във Ванкувър се среща с президента, докато той е в града за Зимните олимпийски игри през 2010 г. във Ванкувър. Бившият ръководител на Грузинската национална банка – Нодар Джавахишвили заявява, че Кобалия е била назначена „без нито необходимото образование, нито какъвто и да е опит“. Други експерти отбелязват, че президентът Саакашвили, самият той е само на 36 години, когато идва на власт, и че има навика да назначава млади министри и открито твърди, че привличането на по-младото поколение във властови позиции е умишлена стратегия за изграждане на нова Грузия, свободна от наследството на съветското господство.
Световният икономически форум определя министъра на икономиката и устойчивото развитие на Грузия – Вера Кобалия за млад глобален лидер за 2012 г. Към този момент тя е единственият грузински политик, спечелил тази награда. Кобалия загубва позицията си в управлението, след като на парламентарните избори през 2012 г. Единното национално движение на Саакашвили губи мнозинството в парламента на Грузия от коалицията „Грузинска мечта“. На 25 октомври 2012 г. тя е наследена от депутата на „Грузинска мечта“ Гиорги Квирикашвили.